# Gruppetto (ornement)
Pour les articles homonymes, voir Gruppetto.

Gruppetto

En musique, un gruppetto (en italien, « petit groupe ») est un ornement mélodique qui prend la forme d'un dessin mélodique de trois ou quatre sons tournant autour de la note principale et faisant apparaître les deux notes voisines — supérieure et inférieure. Il peut être indiqué par des petites notes, ou bien, à l'aide d'un signe spécial en forme de S couché (voir exemples ci-dessous).
- D'un point de vue théorique[1], la note devant être émise en premier est :
  - la note supérieure, lorsque la première boucle du signe du gruppetto est parcouru dans le sens horaire ;
  - la note inférieure, dans le cas contraire.

Un moyen simple de visualiser le sens des notes est de regarder la barre oblique reliant les deux boucles du S. Si elle est inclinée de bas en haut, les trois premières notes seront exécutées dans le sens montant (du plus grave au plus aigu), si elle est inclinée de haut en bas, les trois premières notes seront exécutées dans le sens descendant. C'est la convention utilisée par l'ensemble des compositeurs classiques.
Cependant, on voit apparaître aujourd'hui l'exécution inverse entre les deux notations, comme présenté dans les exemples A à E ci-dessous.
- À l'instar du trille, de l'appoggiature ou du mordant, le gruppetto peut être altéré. Si l'accident affecte la note supérieure, on place l'altération au-dessus du signe du gruppetto (exemples D & E), si l'accident affecte la note inférieure, on place l'altération au-dessous (exemples A & E).
- Lorsqu'il est placé au-dessus d'une note, le gruppetto est composé de trois sons, dont la valeur doit être empruntée au début de la note écrite (exemple A). Dans ce cas, il s'apparente au mordant et à l'appoggiature.
- Lorsqu'il est placé entre deux notes, sa valeur doit au contraire être empruntée à la fin de la première de ces deux notes.
- S'il est placé entre deux notes de hauteurs différentes, le gruppetto est composé de quatre sons (exemples B & C). S'il est placé entre deux notes de même hauteur, il est composé de trois sons (exemple D).
- Si la première des deux notes est une valeur pointée, on considère que le gruppetto doit s'exécuter entre le deuxième et le troisième tiers de ladite valeur pointée : par conséquent, une telle figure correspond au gruppetto placé entre deux notes de même hauteur, et s'articulant sur trois sons (exemple E).
- Exemples de gruppettos :

À l'époque baroque, le nom français du grupetto était le doublé (ou également double cadence, brisé, tour de gosier).